# Sup’Internet
Sup’Internet és una escola privada de postgrau d'Internet amb seu a París. Fundada l'any 2011.
La creació de l'escola es va anunciar el gener de 2011. Els líders del Groupe Ionis, fundadors de l'escola, van justificar aquesta obertura per dos motius principals: Internet ha tingut una proporció tan gran en l'economia que aquest sector requereix personal específicament França, que no tenia una escola dedicada, es va contractar a l'estranger. Aquesta anàlisi personal va ser compartida per Xavier Niel, Marc Simoncini i Jacques-Antoine Granjon, que van obrir el mateix any la École européenne des métiers de l'Internet amb un pla d'estudis comparable. La primera classe de SUP'Internet es va unir a l'escola el 2012. El 2014, es va incorporar al campus de París del grup, juntament amb E-Artsup i l'ISEG.
El 2018, l'escola ofereix tres cursos en 3 anys després del Batxillerat i un altre en 5 anys.